# Zemborzyn Pierwszy (województwo świętokrzyskie)
Zemborzyn Pierwszy – wieś w Polsce w województwie świętokrzyskim, w powiecie opatowskim, w gminie Tarłów.
W latach 1975–1998 miejscowość administracyjnie należała do województwa tarnobrzeskiego.